# Tinogasta
Tinogasta es la ciudad capital del departamento homónimo, en el oeste de la provincia argentina de Catamarca; sobre la costa derecha del río Abaucán, a 282 km de la capital provincial San Fernando del Valle de Catamarca.
Dependen del municipio las siguientes comunas (con delegados comunales a su frente): La Puntilla, Copacabana, Banda de Lucero, El Salado, Santa Rosa, El Puesto, Villa San Rosa, San José, Anillaco, El Pueblito, Costa de Reyes y Villa Luján.

## Vías de comunicación

### Automotor
La RN 60 es la principal vía actual de comunicación que posee Tinogasta, tal ruta la comunica directamente con la ciudad de Córdoba que se encuentra en el centro del sector continental americano de Argentina. La misma RN 60 dirigiéndose hacia el oeste ingresa en el transcordillerano Paso de San Francisco que tras una altitud de 4748 m s. n. m. permite la conexión con el hermano estado de Chile en donde recibe la denominación de RN 31.
Por otra parte, la misma RN 60 tras alcanzar la pequeña población de Fiambalá se ramifica: un ramal se dirige hacia el norte con el nombre de Ruta provincial RP 34, tal ruta ingresa en plena Puna de Atacama y entronca con la ruta provincial RP 43 que comunica con Antofagasta de la Sierra, Incahuasi, Santa Rosa de los Pastos Grandes, Tolar Grande  y Susques entre otras singulares poblaciones puneñas.

### Ferroviario
Existía un ramal ferroviario del Ferrocarril General Belgrano que pasando por La Rioja unía a Tinogasta con el centro del país (Córdoba, Santa Fe, Buenos Aires etc.) pero desde la segunda mitad de los 1970s se encuentra abandonado. Se prevé que con la presentación del Corredor Bioceánico ferroviario, se reactive este ramal e incluso se extienda hacia Chile con una traza nueva.

## Toponimia
El topónimo viene del extinto idioma cacán (hablado por los antiguos pazioca): tino "encuentro", y gasta "pueblo" (junta o reunión de pueblos).[cita requerida]

## Geografía

### Población
Cuenta con 11 485 habitantes (Indec, 2010), lo que representa un incremento del 2% frente a los 11,257 habitantes (Indec, 2001) del censo anterior.
| Gráfica de evolución demográfica de Tinogasta entre 1980 y 2010 |
|                                                                 |
| Fuente: Censos nacionales del INDEC                             |

### Fisiografía
El nombre pueblo del encuentro ( = Tinogasta ) casi con certeza alude a un hecho geográfico: esta población se ubica en la mitad sur del Valle de Abaucán, precisamente en donde se encuentran o confluyen los ríos Abaucán ( procedente del norte), el río de La Costa (procedente del sur) el río de Zapata o de Las Lajas (procedente del noreste) y el torrente o arroyuelo llamado de Tinogasta (procedente el oeste), las orillas de cada uno de estos cursos fluviales han servido de rutas desde tiempos prehistóricos. El relieve orográfico más destacado es la sierra de Zapata que se extiende unos 10 kilómetros al este de la ciudad de Tinogasta, entre esta sierra y el casco histórico de la ciudad se extiende por el noreste el extenso faldeo llamado cuesta de Zapata, mientras que por el oeste el valle de Abaucán se encuentra delimitado por las estribaciones septentrionales de la elevada sierra de Famatina con altitudes de más de 5000 m s. n. m.
En realidad significa "encuentro de pueblos" porque allí convergían todas las localidades vecinas y era paso fijo para llevar ganado a Bolivia y Chile

### Clima
El clima de la zona es continental árido atmosféricamente muy seco aunque morigerado por la presencia de las aguas (en su mayoría producto de los deshielos montanos), lo que le da al valle de Abaucán y a la ciudad de Tinogasta un ameno clima mesotérmico (templado) en ciertos puntos bastante semejante al clima mediterráneo, aunque con mayores amplitudes térmicas estacionales y día/noche, si bien estas amplitudes térmicas se hacen menos perceptibles en el ser humano merced a la sequedad atmosférica de la región. En verano la temperatura promedio mínima es de 19 °C y la promedio máxima es de 33 °C (Como se observa la altitud reduce las temperaturas pese a la latitud en que está Tinogasta), en invierno la temperatura promedio mínima es de 1 °C y la máxima de 21 °C. Las lluvias son escasas y se dan principalmente en verano.
| Parámetros climáticos promedio de Tinogasta (normales 1991–2020, precipitación 1995-2020) | Parámetros climáticos promedio de Tinogasta (normales 1991–2020, precipitación 1995-2020) | Parámetros climáticos promedio de Tinogasta (normales 1991–2020, precipitación 1995-2020) | Parámetros climáticos promedio de Tinogasta (normales 1991–2020, precipitación 1995-2020) | Parámetros climáticos promedio de Tinogasta (normales 1991–2020, precipitación 1995-2020) | Parámetros climáticos promedio de Tinogasta (normales 1991–2020, precipitación 1995-2020) | Parámetros climáticos promedio de Tinogasta (normales 1991–2020, precipitación 1995-2020) | Parámetros climáticos promedio de Tinogasta (normales 1991–2020, precipitación 1995-2020) | Parámetros climáticos promedio de Tinogasta (normales 1991–2020, precipitación 1995-2020) | Parámetros climáticos promedio de Tinogasta (normales 1991–2020, precipitación 1995-2020) | Parámetros climáticos promedio de Tinogasta (normales 1991–2020, precipitación 1995-2020) | Parámetros climáticos promedio de Tinogasta (normales 1991–2020, precipitación 1995-2020) | Parámetros climáticos promedio de Tinogasta (normales 1991–2020, precipitación 1995-2020) | Parámetros climáticos promedio de Tinogasta (normales 1991–2020, precipitación 1995-2020) |
| Mes                                                                                       | Ene.                                                                                      | Feb.                                                                                      | Mar.                                                                                      | Abr.                                                                                      | May.                                                                                      | Jun.                                                                                      | Jul.                                                                                      | Ago.                                                                                      | Sep.                                                                                      | Oct.                                                                                      | Nov.                                                                                      | Dic.                                                                                      | Anual                                                                                     |
| ----------------------------------------------------------------------------------------- | ----------------------------------------------------------------------------------------- | ----------------------------------------------------------------------------------------- | ----------------------------------------------------------------------------------------- | ----------------------------------------------------------------------------------------- | ----------------------------------------------------------------------------------------- | ----------------------------------------------------------------------------------------- | ----------------------------------------------------------------------------------------- | ----------------------------------------------------------------------------------------- | ----------------------------------------------------------------------------------------- | ----------------------------------------------------------------------------------------- | ----------------------------------------------------------------------------------------- | ----------------------------------------------------------------------------------------- | ----------------------------------------------------------------------------------------- |
| Temp. máx. abs. (°C)                                                                      | 44.0                                                                                      | 44.8                                                                                      | 42.0                                                                                      | 39.2                                                                                      | 37.6                                                                                      | 40.0                                                                                      | 39.2                                                                                      | 38.0                                                                                      | 40.0                                                                                      | 41.0                                                                                      | 42.5                                                                                      | 43.5                                                                                      | 44.8                                                                                      |
| Temp. máx. media (°C)                                                                     | 33.8                                                                                      | 32.5                                                                                      | 31.0                                                                                      | 27.2                                                                                      | 22.6                                                                                      | 20.3                                                                                      | 20.0                                                                                      | 23.6                                                                                      | 26.5                                                                                      | 30.2                                                                                      | 32.6                                                                                      | 34.2                                                                                      | 27.9                                                                                      |
| Temp. media (°C)                                                                          | 25.9                                                                                      | 24.7                                                                                      | 22.9                                                                                      | 18.8                                                                                      | 14.0                                                                                      | 11.0                                                                                      | 10.2                                                                                      | 13.7                                                                                      | 17.2                                                                                      | 21.5                                                                                      | 24.2                                                                                      | 26.2                                                                                      | 19.2                                                                                      |
| Temp. mín. media (°C)                                                                     | 18.9                                                                                      | 17.6                                                                                      | 15.7                                                                                      | 10.5                                                                                      | 5.1                                                                                       | 1.4                                                                                       | 0.2                                                                                       | 2.7                                                                                       | 6.5                                                                                       | 11.4                                                                                      | 15.3                                                                                      | 18.0                                                                                      | 10.3                                                                                      |
| Temp. mín. abs. (°C)                                                                      | 7.9                                                                                       | 6.8                                                                                       | 6.0                                                                                       | -0.5                                                                                      | -6.5                                                                                      | -8.9                                                                                      | -8.5                                                                                      | -6.0                                                                                      | -4.2                                                                                      | 0.7                                                                                       | 2.9                                                                                       | 6.5                                                                                       | -8.9                                                                                      |
| Precipitación total (mm)                                                                  | 37.4                                                                                      | 27.0                                                                                      | 17.9                                                                                      | 6.2                                                                                       | 3.1                                                                                       | 2.5                                                                                       | 2.0                                                                                       | 1.2                                                                                       | 1.5                                                                                       | 4.9                                                                                       | 8.0                                                                                       | 21.3                                                                                      | 133.0                                                                                     |
| Días de precipitaciones (≥ 0.1 mm)                                                        | 6.0                                                                                       | 4.8                                                                                       | 3.5                                                                                       | 1.2                                                                                       | 0.9                                                                                       | 0.6                                                                                       | 0.7                                                                                       | 0.4                                                                                       | 0.6                                                                                       | 1.0                                                                                       | 1.1                                                                                       | 3.3                                                                                       | 23.9                                                                                      |
| Humedad relativa (%)                                                                      | 55.5                                                                                      | 58.2                                                                                      | 59.9                                                                                      | 61.1                                                                                      | 62.7                                                                                      | 57.8                                                                                      | 53.8                                                                                      | 46.0                                                                                      | 45.2                                                                                      | 46.3                                                                                      | 48.1                                                                                      | 49.5                                                                                      | 53.7                                                                                      |
| Fuente: Servicio Meteorológico Nacional                                                   |                                                                                           |                                                                                           |                                                                                           |                                                                                           |                                                                                           |                                                                                           |                                                                                           |                                                                                           |                                                                                           |                                                                                           |                                                                                           |                                                                                           |                                                                                           |

### Terremoto de Catamarca de 1898
Ocurrió el 4 de febrero de 1898 (127 años), a las 12.57 de 6,4 en la escala de Richter; a 28°26′ de Latitud Sur y 66°9′ de Longitud Oeste (28°26′59″S 66°9′0″O / -28.44972, -66.15000)
Destruyó la localidad de Saujil, y afectó severamente los pueblos de Pomán, Mutquín, y entorno. Hubo heridos y contusos.

#### Sismicidad
La sismicidad de la región de Catamarca es frecuente y de intensidad baja, y un silencio sísmico de terremotos medios a graves cada 30 años en áreas aleatorias. Sus últimas expresiones se produjeron:
- 21 de marzo de 1892 (133 años), a las 1.45 UTC-3 con 6,0 Richter; como en toda localidad sísmica, aún con un silencio sísmico corto, se olvida la historia de otros movimientos sísmicos regionales (terremoto de Recreo de 1892)
- 21 de octubre de 1966 (58 años), a las 12.39 UTC-3 con 5,0 Richter
- 3 de noviembre de 1973 (51 años), a las 14.17 UTC-3 con 5,8 Richter: además de la gravedad física del fenómeno se unió el olvido de la población a estos eventos recurrentes
- 7 de septiembre de 2004 (20 años), a las 8.53 UTC-3, con una magnitud aproximadamente de 6,5 en la escala de Richter (terremoto de Catamarca de 2004)[6]

## Historia
El pago tinogasteño ha sido poblado desde al menos 8.000 años; hace unos 1000 años se produjo una sedentarización de poblaciones en torno de un modo de producción agropastoril (cultivo de papa, maíz, quinoa, poroto, zapallo), caza y luego pastoricia de auquénidos complementada por la recolección de las bayas del algarrobo criollo (Prosopis alba y prosopis nigra). La sedentarización evolucionó en la constitución de civilizaciones protourbanas, con el establecimiento de poblados con edificios en zonas donde se podía efectuar un mejor control del riego o del recurso hídrico o, en su defecto, en las zonas más propicias para la defensa.
De este modo la zona tinogasteña ha estado incluida en el área de la llamada cultura de Belén y luego en la de la cultura de Santa María o "diaguita" (pazioca) clásica. Tras 1475 y hasta 1535 la región de Tinogasta sufrió la invasión y ocupación por parte de las tropas del Tahuantinsuyu, el derrumbe del imperio inca debido a la invasión española significó un breve período de recuperación de la independencia por parte de los paziocas (o "diaguitas") pero tal independencia fue rápidamente atacada por los españoles tras la entrada de Diego de Almagro.
El establecimiento de los colonos españoles en el Valle de Abaucán comenzó hacia 1561 en tiempos de Gregorio de Castañeda, siendo gobernador de la gran Provincia del Tucumán y Los Juríes Juan Pérez de Zurita.
Los paziocas habían ofrecido ya tenaz resistencia a los invasores quechuas, aunque la anexión al imperio de estos fue soportada por un motivo: los quechuas exigían como tributo los mismos productos que ancestralmente producían los paziocas, en cambio el ingreso de los españoles con nuevos productos agrícolas y nuevos animales, así como la mudanza del centro económico zonal hacia el Valle de Conado en la efímera población del Nuevo Extremo (donde se encuentra la actual Andalgalá) desestructuró rápidamente las bases de la ancestral economía (y con ella, la ancestral cultura) de los paziocas (o "diaguitas"), esto explica que la rebelión contra los españoles fuera más intensa.
Así la resistencia pazioca fue grande y bravía (ver guerras calchaquíes), de modo que recién en 1687 los españoles lograron consolidarse definitivamente, en ese año el capitán general y gobernador del Tucumán, Félix Tomás de Aragondona pudo conceder la merced real sobre el Valle de Tinogasta y Abaucán a Juan Gregorio Bazán de Pedraza quien aquí fundó su estancia y una capilla que luego devino en iglesia parroquial. El edificio de la misma es considerado el templo católico hoy en pie más antiguo de la provincia de Catamarca y, con los restos del edificio de la estancia gozan de la jerarquía de Monumentos Históricos.
Recién el 14 de agosto de 1712 —pocas décadas antes de la fundación del Virreinato del Río de la Plata— se procedió al deslindado y amojonamiento de las tierras en donde se hallaba el poblado con parroquia. En esa época la economía de Tinogasta ya se centraba en la producción de vid, olivo, nuez, higo, con modestas producciones de trigo, así como en la ganadería también de europea de origen —ovinos y caprinos— y la industrialización artesanal de sus productos derivados —vino, aceite de oliva, quesillos, dulces, lana— y, con la lana, la producción en telares de diversos géneros: barracán, anascote, picote, barchila, así como el tejido de mantas, frazadas y ponchos. También existía una reducida producción de talabartería y carpintería; la primera principalmente a partir de los cueros caprinos y ovinos, y la segunda aprovechando la madera de árboles como el algarrobo. A todo esto se sumaba la producción de objetos de alfarería de antiquísima tradición prehispánica, que había tenido sus principales centros en la cercana Batungasta y el –casi inmediato a Batungasta– Alfar de Fiambalá.
Sin embargo, el caserío y rancherío aún se mantenía relativamente disperso.
En 1810 la paisanada adhirió a la Revolución de Mayo y gran parte de la población masculina participó directamente en los combates de la Guerra de la Independencia. Tras 1820, la mayor parte de la población, ya plenamente gaucha supo consensuar al federalismo y fue por esto que generalmente apoyó a líderes carismáticos (los caudillos) que parecían representar al federalismo. El apoyo a los caudillos duró hasta casi 1880, año en el cual toda oposición federalista ya había sido prácticamente anonadada desde el poder central establecido en la ciudad de Buenos Aires.
Mientras tanto, el 1 de mayo de 1848 se puede considerar como la fecha fundacional de la villa de Tinogasta cuando, reunidos los vecinos del paraje o pago, realizaron una donación de tierras y otros bienes a favor de la parroquia, que tiene como santo patrono al san Juan Bautista; la donación de tierras fue de 60 varas cuadradas, con un marco ceñido de acequias para todas ellas.
Durante la segunda mitad del siglo XIX e inicios del siglo XX, Tinogasta prosperó de un modo muy notorio merced a una fuerte actividad comercial a través del trasandino Paso de San Francisco. Esta prosperidad se acentuó cuando el ferrocarril que antes llegaba hasta Chilecito —ciudad ubicada en el noroeste de la provincia de La Rioja— se extendió a Tinogasta en 1911. Tal proyecto de extensión del ferrocarril tendría un ramal que poseería salida al océano Pacífico en el puerto de Caldera (Chile) por el citado Paso de San Francisco y la ciudad de Copiapó. Empero, no sólo se abandonó la realización del proyecto sino que, en la segunda mitad de los 1970s y —esto reforzado en los 1990s— prácticamente se desarticuló a toda la red ferroviaria argentina.
La desaparición del ferrocarril deprimió la actividad económica regional y provocó un fuerte éxodo poblacional.
La lenta reactivación económica posterior al 2003 ha tenido como uno de sus factores distintivos un paulatino incremento del turismo.

## Economía
Durante la mayor parte del siglo XX la base de la economía tinogasteña ha sido la agricultura, y en especial la vitivinicultura, aunque, tal como se ha indicado, desde inicios de siglo XXI va tomando importancia el turismo.
En la actualidad Tinogasta posee varias bodegas de tipo "boutique" con vinos de alta calidad, en muchos casos premiados a nivel internacional, donde el varietal "syrah" es el más codiciado por los enófilos, entre otras variedades como el Malbec, Cabernet y Bonarda, que se adaptan muy bien a la zona y desarrollan características únicas.

## Turismo
La ciudad de Tinogasta y su entorno son una zona turística por excelencia: poseen fuertes atractivos turísticos, sus antiguos edificios, sus paisajes de elevadas montañas y zonas prácticamente vírgenes, los mismos accesos al oasis que es Tinogasta se deben realizar por montañas que ofrecen hermosos panoramas y miradores. Abundan yacimientos arqueológicos como el de la antigua ciudad de Watungasta o Batungasta ubicada unos 32 km al noroeste a la vera del río la Troya.
En Tinogasta existen dos museos arqueológicos: el Museo Arqueológico Dr. Rafael Alanís y el Museo Arqueológico Municipal Tullio Robaudi en ambos se encuentran diversos relictos, en especial cerámicas precolombinas de las culturas Condorhuasi, Belén, La Ciénaga, Santa María. Unos 15 km al noroeste se encuentran las naturales Termas de la Aguadita y a unos 65 kilómetros las Termas de Fiambalá cuyas aguas surgen a temperaturas que oscilan entre los 38 y 70 °C. Las mismas producciones regionales ( por ejemplo el vino ) también son atractivo turístico. Debe recordarse por otra parte que, debido al tipo de arquitectura tradicional, Tinogasta forma parte del corredor turístico llamado la Ruta del Adobe que incluye la posible visita a antiguas iglesias, postas, cascos de estancias y caserones coloniales. A todo esto se pueden sumar otras posibilidades: montañismo, parapentismo, excursionismo, sandboard, senderismo, turismo de aventura, turismo minero, rápel, escalada, tirolesa, cabalgatas, fly cast, 4x4, avistaje de cóndores, etc.

### Festivales
- Fiesta de la Candelaria y el Trabajador Rural
- Fiesta de la Vendimia
- Fiesta del Camino hacia un Nuevo Sol
- Fiesta del Comino (El Salado)
- Fiesta del Viñatero en El Puesto

## Distancias enkm

### A las principales ciudades del país
- San Fernando del Valle de Catamarca 271
- La Rioja 223
- Buenos Aires 1326
- Córdoba 753
- San Miguel de Tucumán 517
- Salta 821
- Mendoza 1041
- San Juan 865
- Santiago del Estero 488

### A las principales ciudades de la provincia
- Andalgalá 245
- Antofagasta de la Sierra 436
- Belén 160
- Londres 145
- Pomán 369
- Santa María 285
- Fiambalá 55

- Recreo 400

## Imágenes

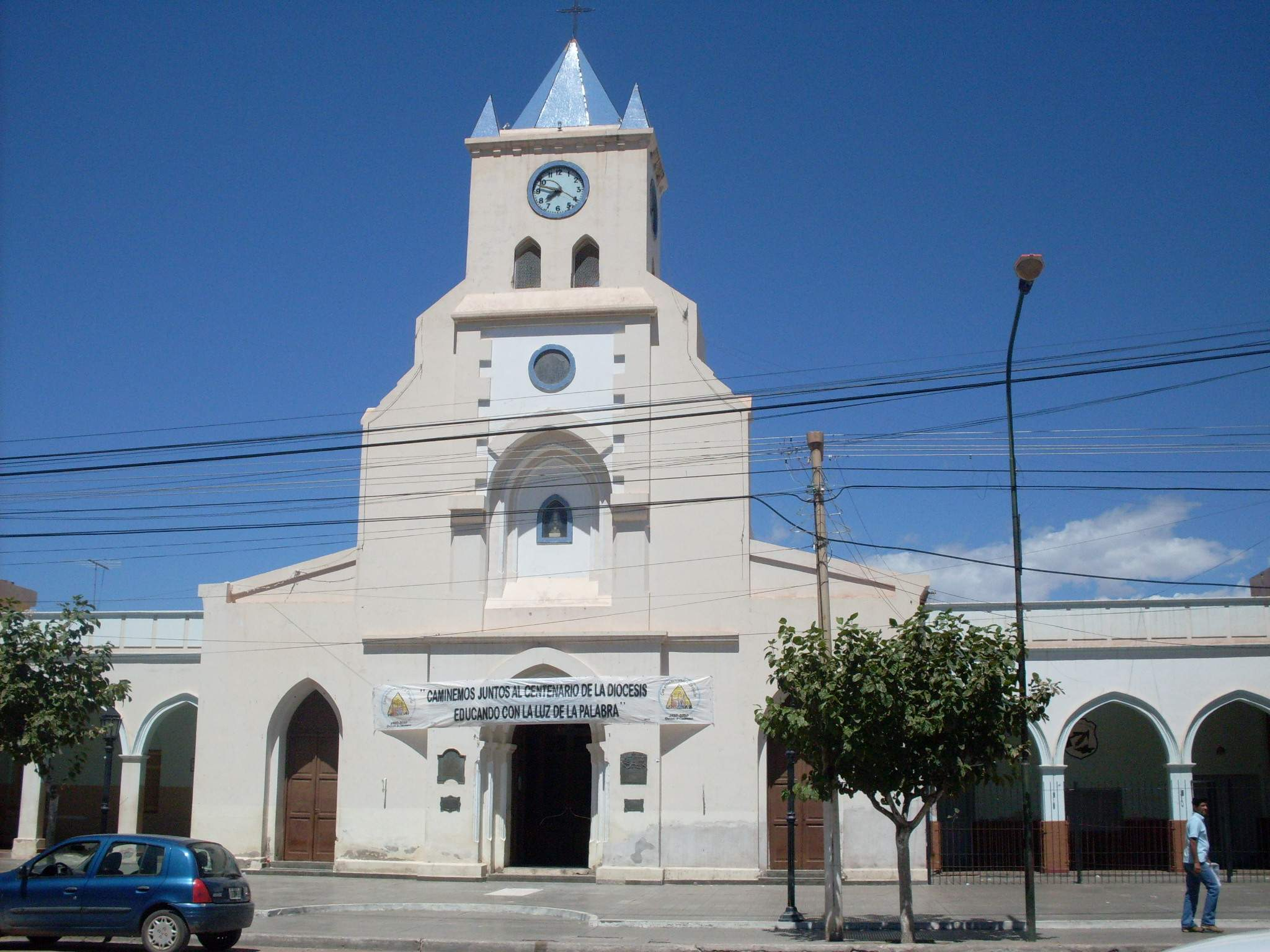
Iglesia de Tinogasta
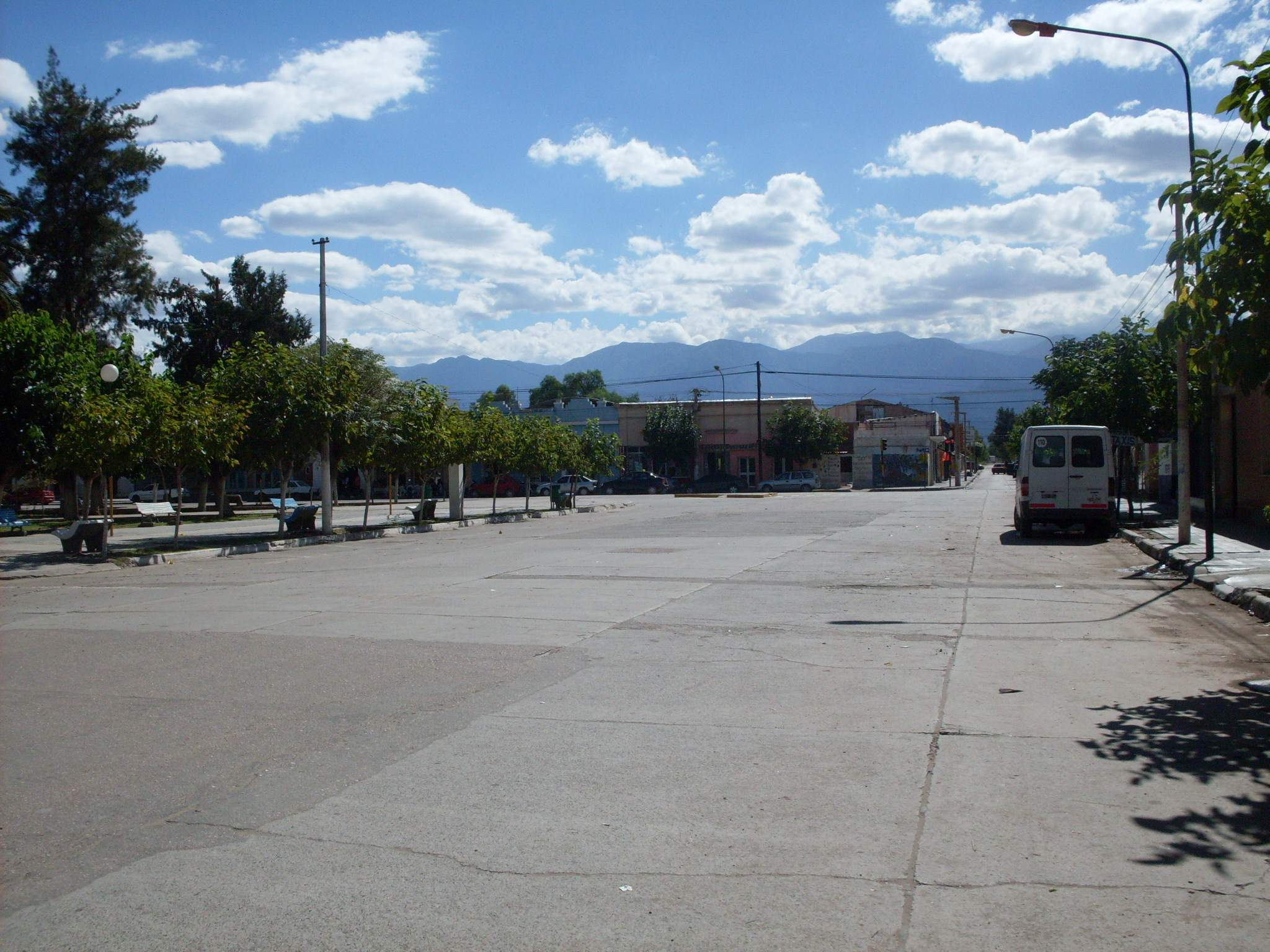
Centro de la ciudad en horas de la siesta. Calle Rivadavia y Perón
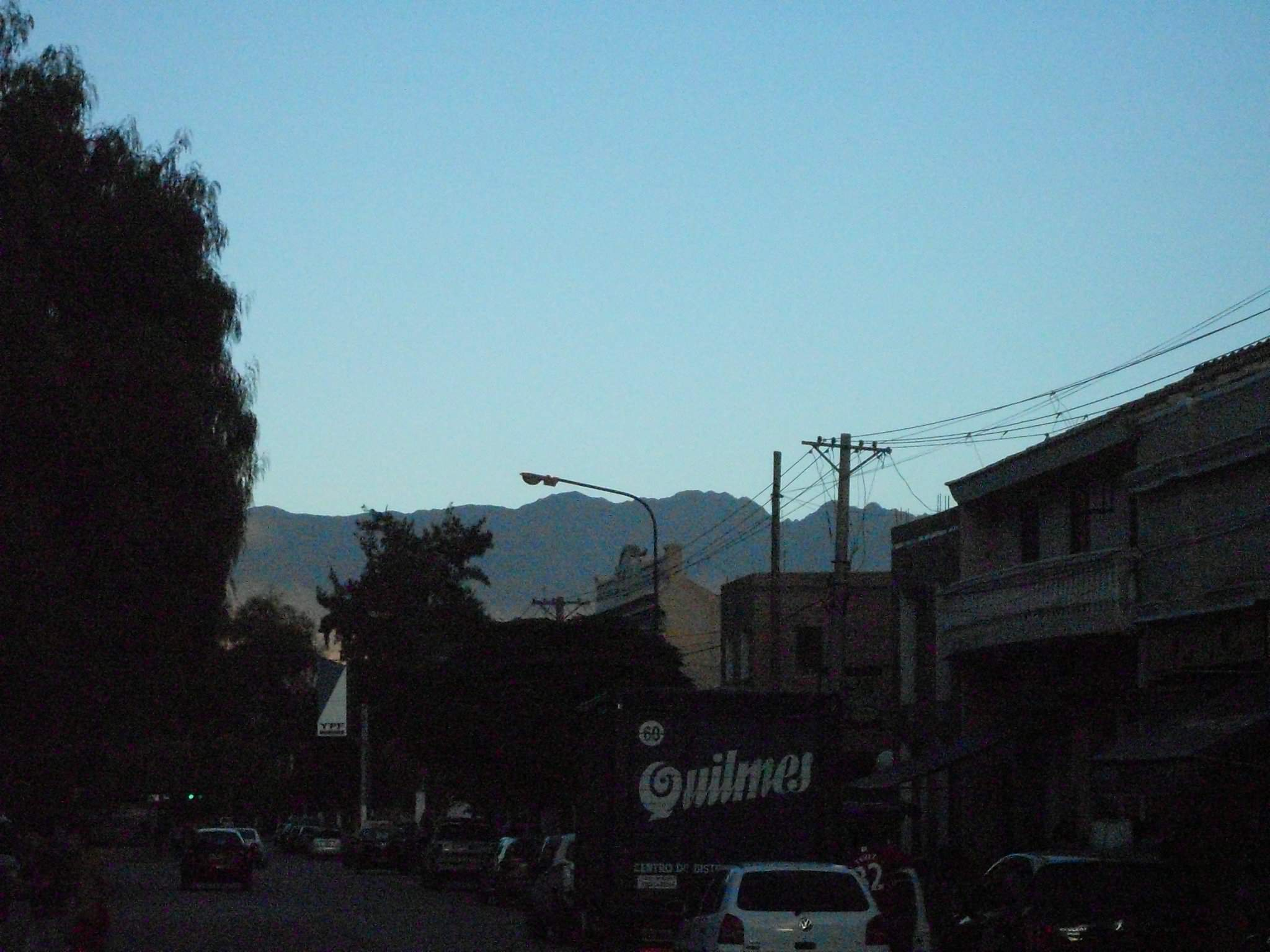
El Gigante Dormido

## Parroquias de la Iglesia católica en Tinogasta
| Diócesis  | Catamarca         |
| --------- | ----------------- |
| Parroquia | San Juan Bautista |